# Bugojno
La Municipalitat de Bugojno és una entitat administrativa de Bòsnia i Hercegovina, localitzada dins la Federació de Bòsnia i Hercegovina, al cantó de Bòsnia Central, al centre del país.

## Localitats

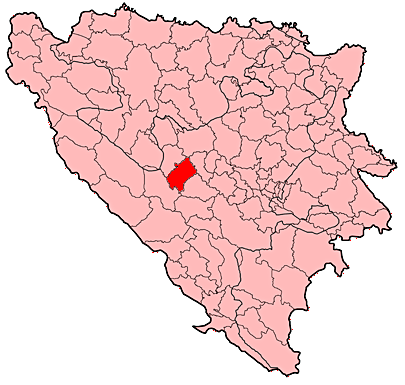
Extensió de Bugojno dins Bòsnia

La municipalitat és subdividida en les següents localitats:
- Alibegovići
- Barbarići
- Bašići
- Bevrnjići
- Bode
- Brda
- Bristovi
- Brižina
- Bugojno
- Ceribašići
- Crniče
- Čardaci
- Čavići
- Donji Boganovci
- Drvetine
- Garačići
- Glavice
- Golo Brdo
- Gornji Boganovci
- Goruša
- Gračanica
- Gredine
- Grgići
- Hapstići
- Harambašići
- Hum
- Humac
- Ivica
- Jagodići
- Jazvenik
- Kadirovina
- Kandija
- Karadže
- Kopčić
- Kordići
- Koš
- Kotezi
- Kula
- Kutlići
- Lenđerovina
- Lug
- Ljubnić
- Maslići
- Medini
- Milanovići
- Mračaj
- Nuhići
- Odžak
- Okolište
- Pavice
- Pirići
- Planinica
- Podripci
- Poriče
- Potočani
- Prijaci
- Rosulje
- Rovna
- Sabljari
- Seferovići
- Servani
- Skrte
- Stojići
- Stolac
- Šići
- Šušljići
- Trge
- Udurlije
- Vedro Polje
- Vesela
- Vileši
- Vrbanja
- Vrpeć
- Vučipolje
- Zanesovići
- Zlavast
- Zlokuće
- Ždralovići

## Demografia
La superfície total del municipi és de 366 quilòmetres quadrats i la seva població està composta per unes 46.889 persones. La densitat poblacional estimada és de 128 habitants per quilòmetre quadrat.

## Galeria

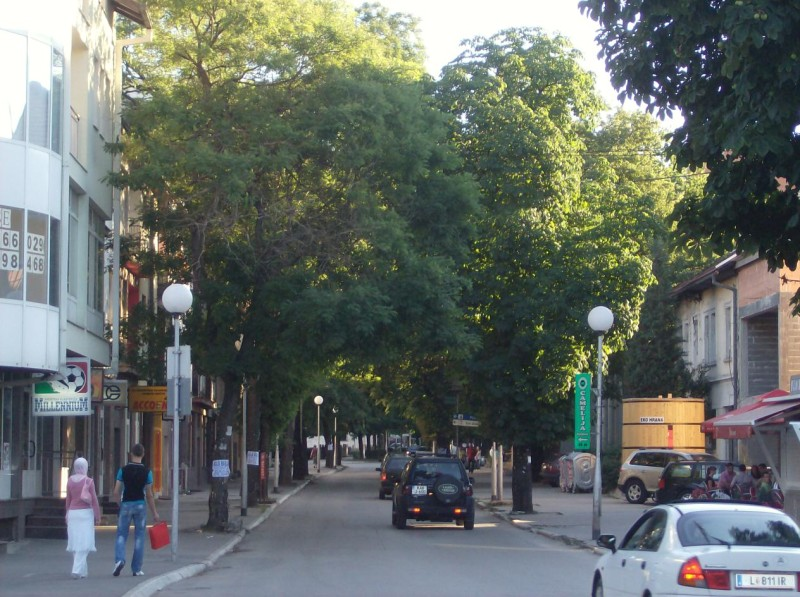
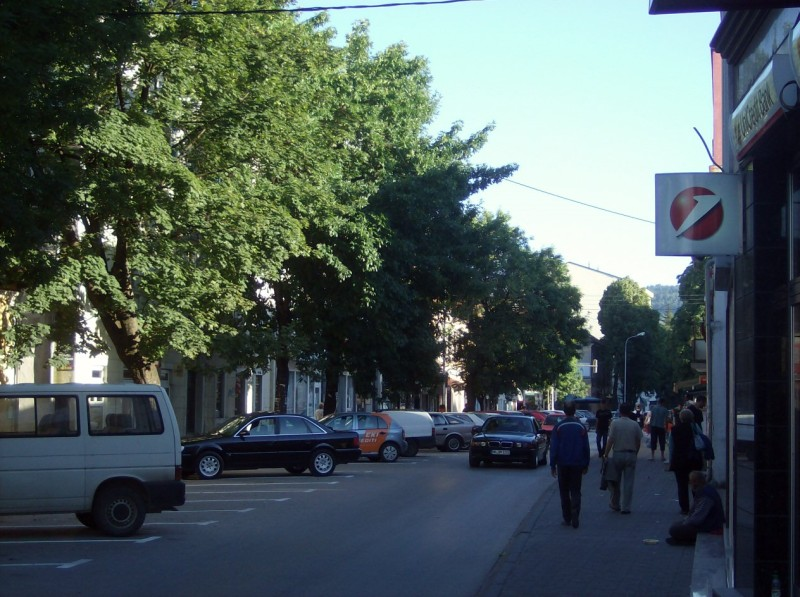
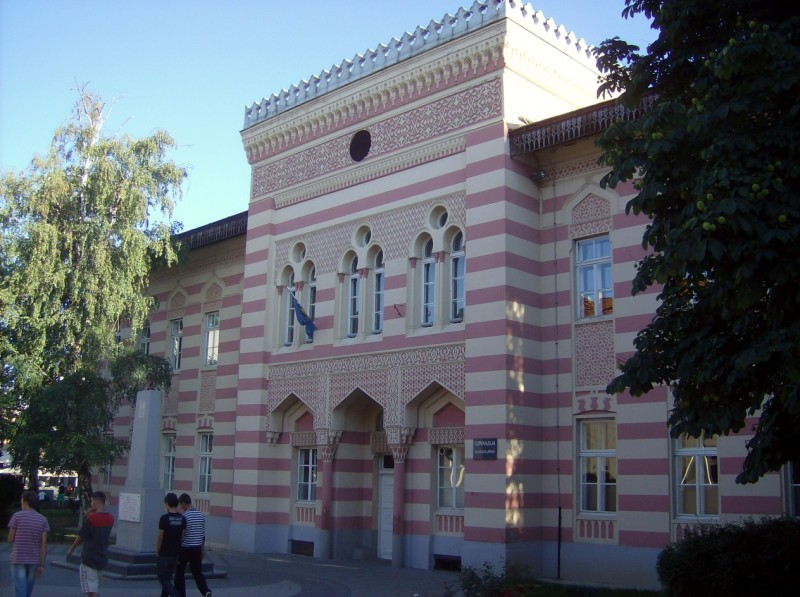
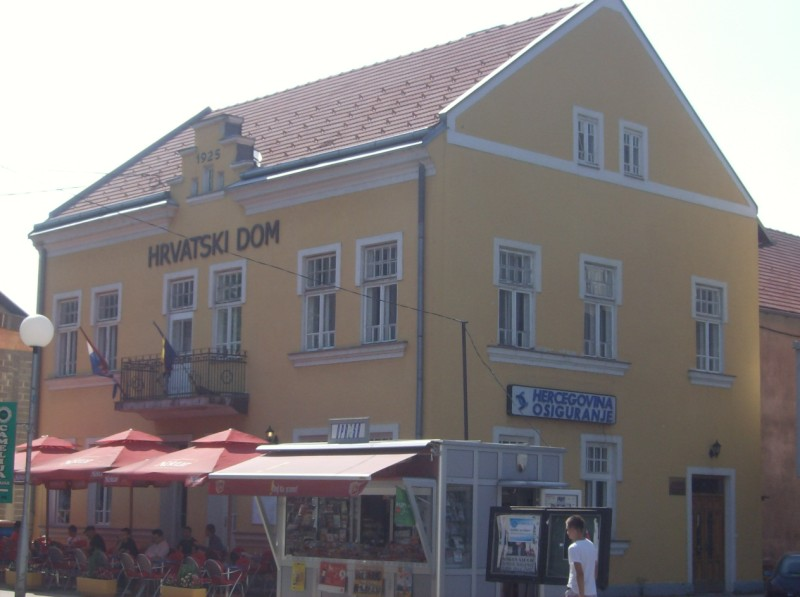
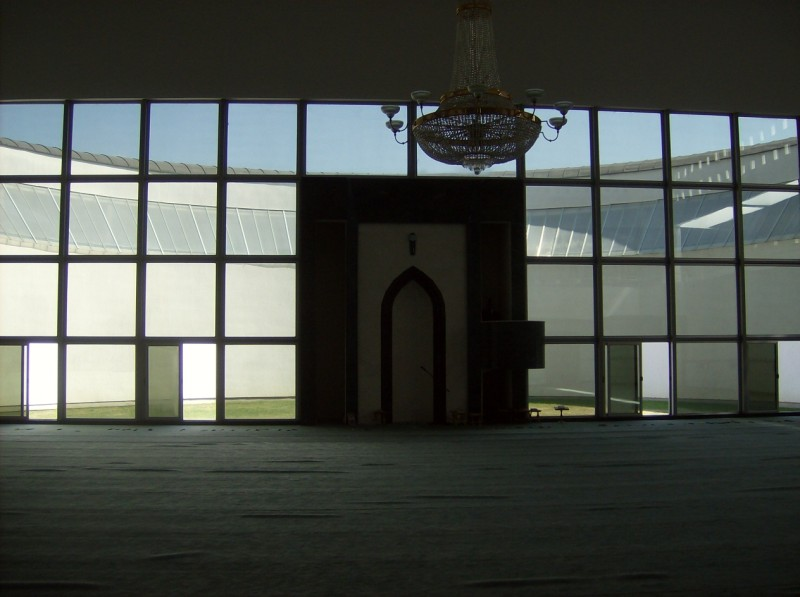
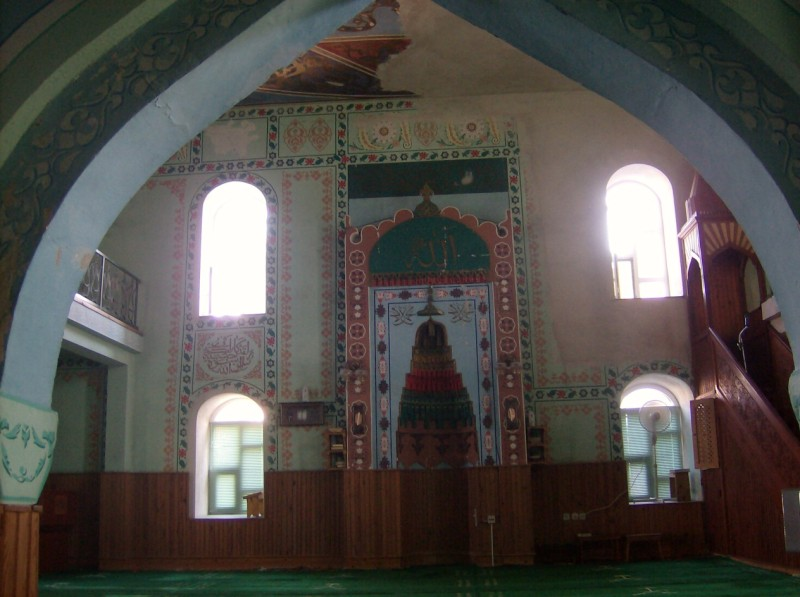
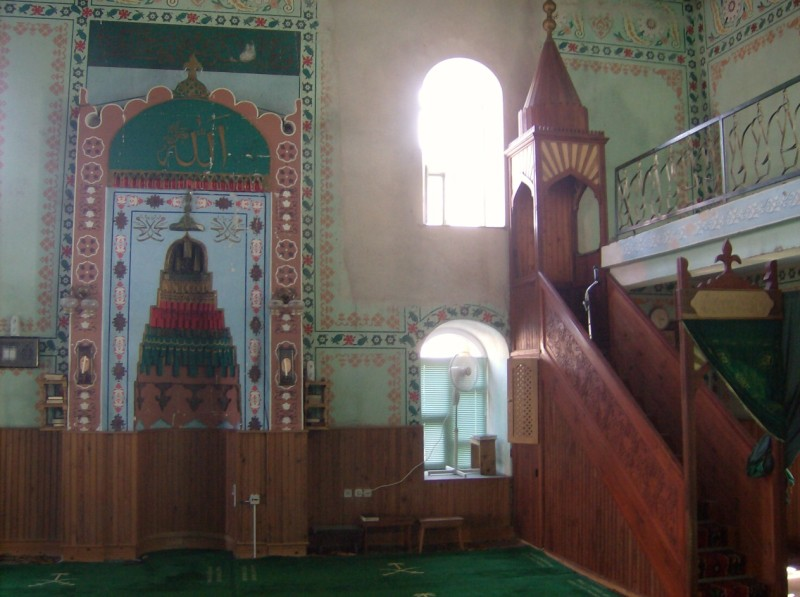
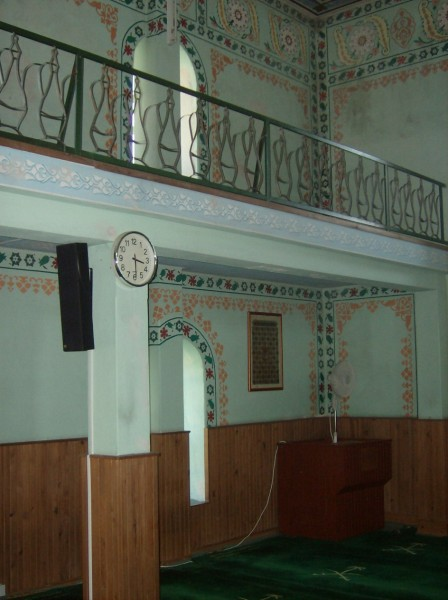
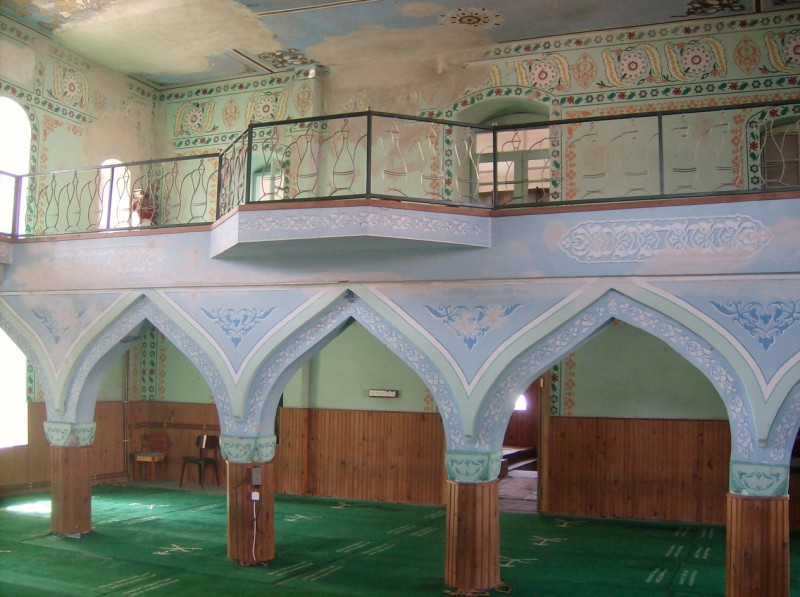
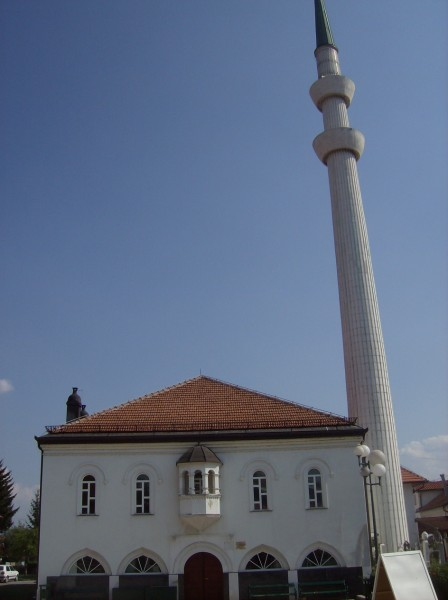
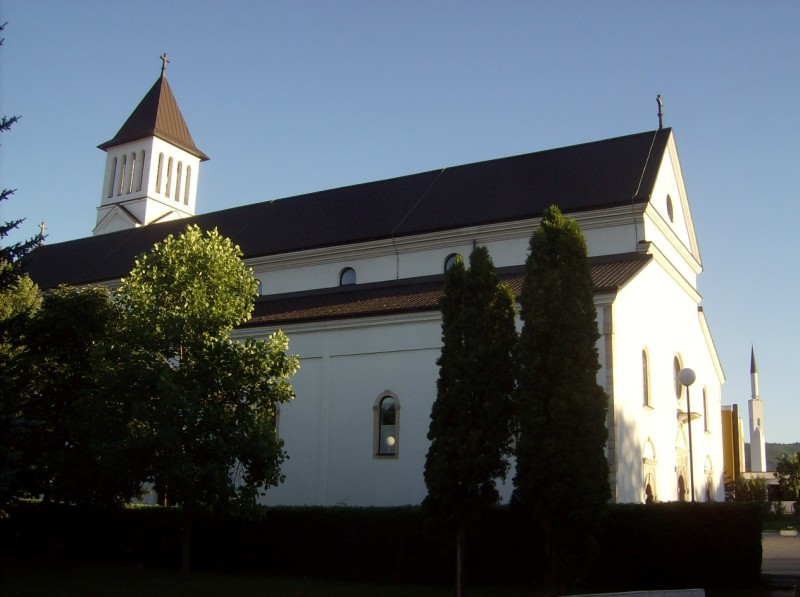
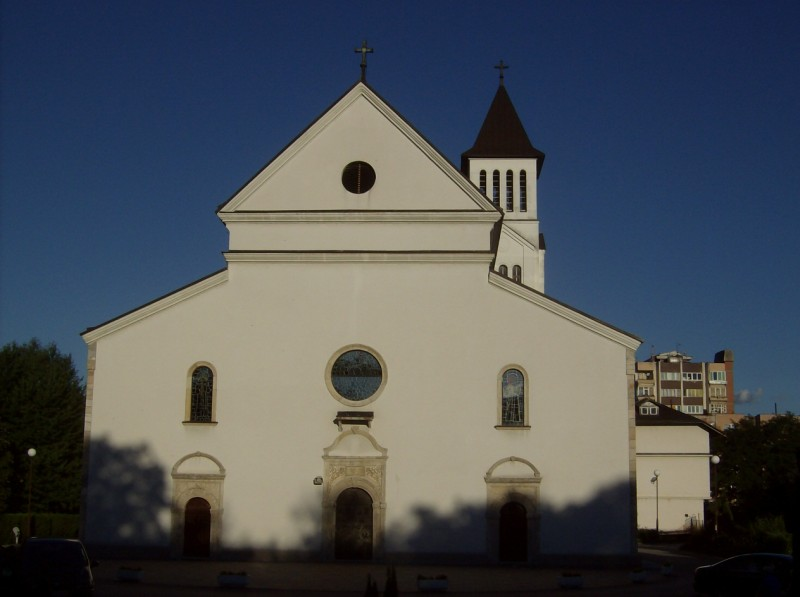
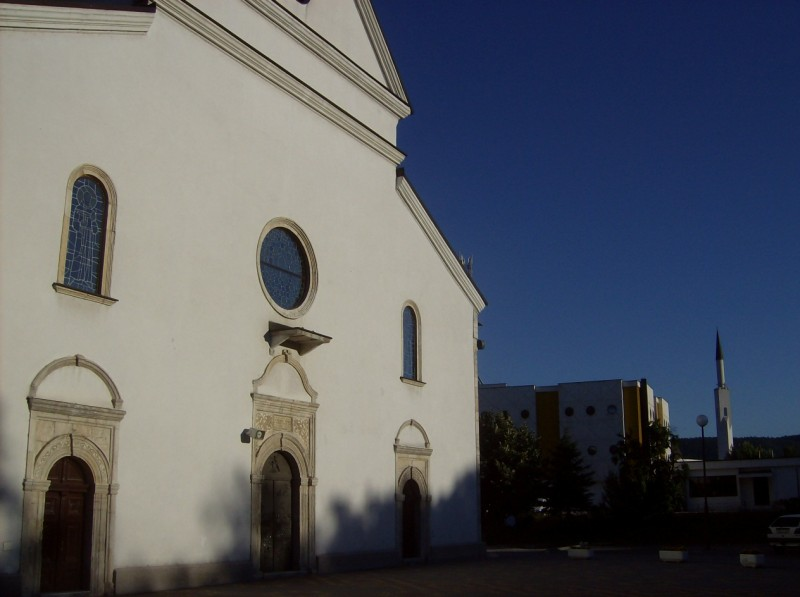
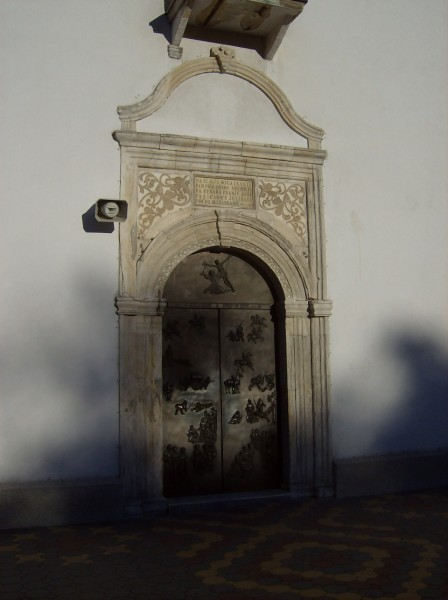